# Oswald Haselrieder
Oswald Haselrieder (ur. 22 sierpnia 1971 w Völs am Schlern) – włoski saneczkarz pochodzący z Tyrolu Południowego, trzykrotny zdobywca miejsca na podium klasyfikacji generalnej Pucharu Świata, wielokrotny medalista mistrzostw Europy i mistrzostw świata, brązowy medalista igrzysk olimpijskich w Turynie.

## Życie prywatne
Jego rodzicami są Luis i Veronika. Ma dwóch braci: Manfreda i Josefa oraz siostrę Heidi.
Jest żonaty z Doris, z którą ma dwoje dzieci: Norę i Leona.

## Kariera
Do reprezentacji Włoch trafił w 1988 roku. Pierwszy sukces w karierze osiągnął w 1992 roku, kiedy zdobył brązowy medal w konkurencji drużynowej podczas mistrzostw Europy w Winterbergu. W tym samym roku wystartował także na igrzyskach olimpijskich w Albertville, na których zajął 7. miejsce w konkurencji jedynek. W 1995 roku, na mistrzostwach świata w Lillehammer zajął 14. miejsce w dwójkach, w których startował z Gerhardem Plankensteinerem, będącym odtąd jego stałym partnerem w tej konkurencji. W 1996 roku zdobył srebrny medal w konkurencji dwójek i brązowy medal w konkurencji drużynowej na mistrzostwach Europy w Siguldzie, a także brązowe medale w obu tych konkurencjach na mistrzostwach świata w Altenbergu.
Rozgrywane w 1997 roku mistrzostwa świata w Innsbrucku przyniosły mu brązowy medal w konkurencji drużynowej i 5. miejsce w konkurencji dwójek. Rok później, zarówno na igrzyskach olimpijskich w Nagano, jak i mistrzostwach Europy w Oberhofie zajął 6. miejsce w konkurencji dwójek. W 2000 roku, podczas mistrzostw Europy w Winterbergu wywalczył brązowy medal w konkurencji drużynowej, a także zajął 4. miejsce w konkurencji dwójek, ponadto na mistrzostwach świata w Sankt Moritz zajął 19. miejsce w konkurencji jedynek. W 2002 roku uplasował się na najniższym stopniu podium w konkurencji dwójek na mistrzostwach Europy w Altenbergu a także zajął 7. miejsce w tej samej konkurencji na igrzyskach olimpijskich w Salt Lake City. W 2006 roku na mistrzostwach Europy w Winterbergu zajął 6. miejsce w konkurencji dwójek, z kolei na igrzyskach olimpijskich w Turynie osiągnął największy sukces w karierze, kiedy wraz z Gerhardem Plankensteinerem zdobył brązowy medal w konkurencji dwójek - lepsi od nich okazali się tylko Austriacy Andreas i Wolfgang Linger oraz dwójka niemiecka: André Florschütz/Torsten Wustlich. Z rozgrywanych dwa lata później mistrzostw Europy w Cesanie przywiózł dwa brązowe medale za konkurencję drużynową i dwójek, z kolei na mistrzostwach świata w Oberhofie zajął 4. miejsce w konkurencji dwójek. W 2009 roku, na mistrzostwach świata w Lake Placid zdobył złoty medal w konkurencji dwójek. Na rozgrywanych w następnym roku igrzyskach olimpijskich w Vancouver zajął 9. miejsce w konkurencji dwójek.
Od 1994 roku startował w zawodach Pucharu Świata. Jeżdżąc z Gerhardem Plankensteinerem w konkurencji dwójek odniósł pięć zwycięstw: w 1995 roku w Sankt Moritz, w 1997 roku w Nagano, w 2003 roku w Oberhofie, w 2007 roku w Siguldzie i w 2008 roku w Innsbrucku. Oprócz tego dziewięć razy zdobywał wraz z nim 2. miejsce i siedemnaście razy 3. miejsce. W klasyfikacji generalnej sezonu 1996/1997 zajęli 2. miejsce, zaś sezony 1997/1998 i 2006/2007 ukończyli na najniższym stopniu podium.
We wrześniu 2010 roku Oswald Haselrieder zakończył karierę.

## Osiągnięcia

### Igrzyska olimpijskie
| Rok  | Miejsce        | Jedynki | Dwójki |
| ---- | -------------- | ------- | ------ |
| 1992 | Albertville    | 7.      | –      |
| 1998 | Nagano         | –       | 6.     |
| 2002 | Salt Lake City | –       | 7.     |
| 2006 | Turyn          | –       | 3.     |
| 2010 | Vancouver      | –       | 9.     |

### Mistrzostwa świata
| Rok  | Miejsce      | Jedynki | Dwójki | Drużyna mieszana |
| ---- | ------------ | ------- | ------ | ---------------- |
| 1995 | Lillehammer  | –       | 14.    | –                |
| 1996 | Altenberg    | –       | 3.     | 3.               |
| 1997 | Innsbruck    | –       | 5.     | 3.               |
| 2000 | Sankt Moritz | 19.     | –      | –                |
| 2001 | Calgary      | –       | 4.     | –                |
| 2003 | Sigulda      | –       | 6.     | –                |
| 2004 | Nagano       | –       | 7.     | –                |
| 2005 | Park City    | –       | 5.     | –                |
| 2007 | Innsbruck    | –       | 6.     | –                |
| 2008 | Oberhof      | –       | 4.     | –                |
| 2009 | Lake Placid  | –       | 1.     | –                |

### Mistrzostwa Europy
| Rok  | Miejsce    | Dwójki | Drużyna mieszana |
| ---- | ---------- | ------ | ---------------- |
| 1992 | Winterberg | –      | 3.               |
| 1996 | Sigulda    | 2.     | 3.               |
| 1998 | Oberhof    | 6.     | –                |
| 2000 | Winterberg | 4.     | 3.               |
| 2002 | Altenberg  | 3.     | –                |
| 2006 | Winterberg | 6.     | –                |
| 2008 | Cesana     | 3.     | 3.               |

### Puchar Świata

#### Miejsca w klasyfikacji generalnej
| Sezon     | Miejsce |
| --------- | ------- |
| 1994/1995 | 5.      |
| 1995/1996 | 4.      |
| 1996/1997 | 2.      |
| 1997/1998 | 3.      |
| 1998/1999 | 7.      |
| 1999/2000 | 5.      |
| 2000/2001 | 6.      |
| 2001/2002 | –       |
| 2002/2003 | 6.      |
| 2003/2004 | 5.      |
| 2004/2005 | 7.      |
| 2005/2006 | 7.      |
| 2006/2007 | 3.      |
| 2007/2008 | 6.      |
| 2008/2009 | 5.      |
| 2009/2010 | 6.      |

## Odznaczenia
- Order Zasługi Republiki Włoskiej – Włochy, 9 marca 2006[10]